# Beaumont-la-Ronce
Beaumont-la-Ronce ist eine ehemalige französische Gemeinde mit 1404 Einwohnern (Stand: 1. Januar 2022) im Département Indre-et-Loire in der Region Centre-Val de Loire; sie gehörte zum Arrondissement Tours und zum Kanton Château-Renault.
Die Gemeinde Beaumont-la-Ronce wurde am 1. Januar 2017 mit Louestault zur Commune nouvelle Beaumont-Louestault zusammengeschlossen.

## Geographie
Beaumont-la-Ronce liegt in der Touraine, etwa 20 Kilometer nördlich von Tours.
Umgeben wird Beaumont-la-Ronce von den Ortschaften Louestault im Norden, Marray im Norden und Nordosten, Saint-Laurent-en-Gâtines im Osten, Nouzilly im Südosten, Rouziers-de-Touraine im Süden, Neuillé-Pont-Pierre im Westen sowie Neuvy-le-Roi im Nordwesten.

## Geschichte

### InternierungslagerCamp de la Haute-Barde
Über die Vorgeschichte dieses während des Vichy-Regimes eingerichteten Internierungslagers heißt es in einem Zeitungsartikel aus dem Jahr 2014:

„Am 3. Januar 1941 prangert ein Journalist von „Tours Soir“ die kommunistische Agitation in der Touraine an und fordert „harte Maßnahmen“. Am 11. Januar forderte Jean Chaigneau, Präfekt des Départements Indre-et-Loire, die Entlassung von neun Gemeindeangestellten von Saint-Pierre-des-Corps. Am 17. Januar wurden sechs Kommunisten festgenommen, darunter Gaston Desvergnes und Robert Gouynou von der CIMT, Charles Marteau, André Villiers und Robespierre Hénault, seit 1920 Bürgermeister von Saint-Pierre-des-Corps. Am selben Tag wurde das Lager Haute Barde eröffnet.“

Das an diesem 17. Januar 1941 eröffnete Internierungslager befand sich im Château de la Haute-Barde, das zur gleichen Zeit auch noch als Waisenhaus genutzt wurde. Hier wurden in einem sogenannten Centre de séjour surveillance (CSS, Zentrum für überwachten Aufenthalt) vorwiegend französische Kommunisten aus den Departements Indre-et-Loire und Loir-et-Cher interniert.
Am 1. Juli 1941 wurden 25 Internierte von hier aus in das Lager Camp de la Morellerie verlegt, und La Haute-Barde wurde anschließend als Internierungslager geschlossen.
Am 20. September 2014 wurde auf dem Schlossgelände eine Gedenktafel enthüllt.

## Bevölkerungsentwicklung
| Jahr                       | 1962 | 1968 | 1975 | 1982 | 1990 | 1999 | 2006 | 2013 |
| Einwohner                  | 1045 | 1041 | 1046 | 1040 | 901  | 994  | 1109 | 1211 |
| Quellen: Cassini und INSEE |      |      |      |      |      |      |      |      |

## Sehenswürdigkeiten
- Dolmen La Pierre Levée und Megalith von Pont Champion, Monument historique seit 1943
- Kirche Saint-Martin
- Schloss Beaumont-la-Ronce aus dem 17. Jahrhundert
- Schloss Mirandolle
- Herrenhaus La Catinière
- Domäne und Dolmen de la Haute-Barde
- Waschhaus
- Wasserturm

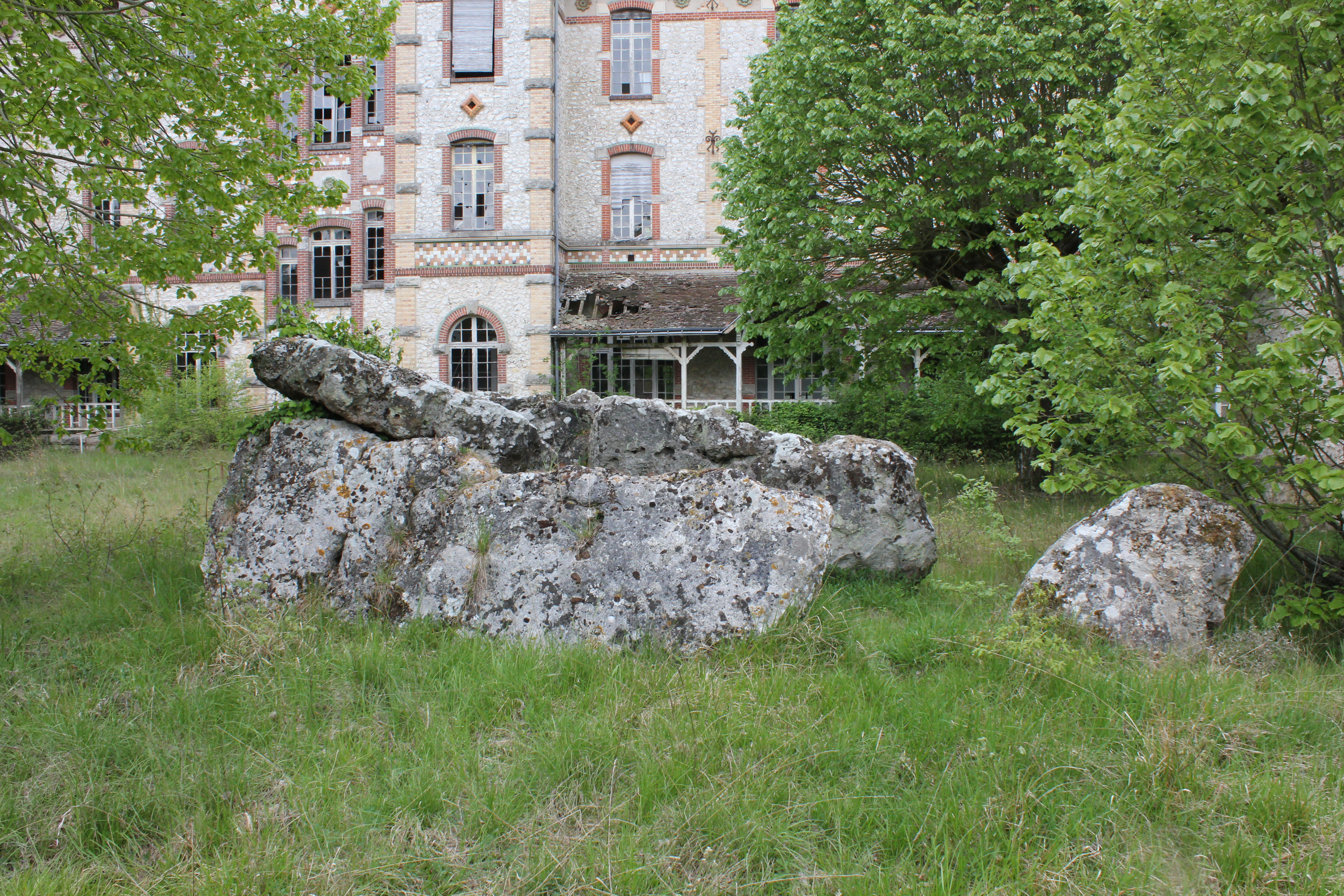
Dolmen La Pierre Levée
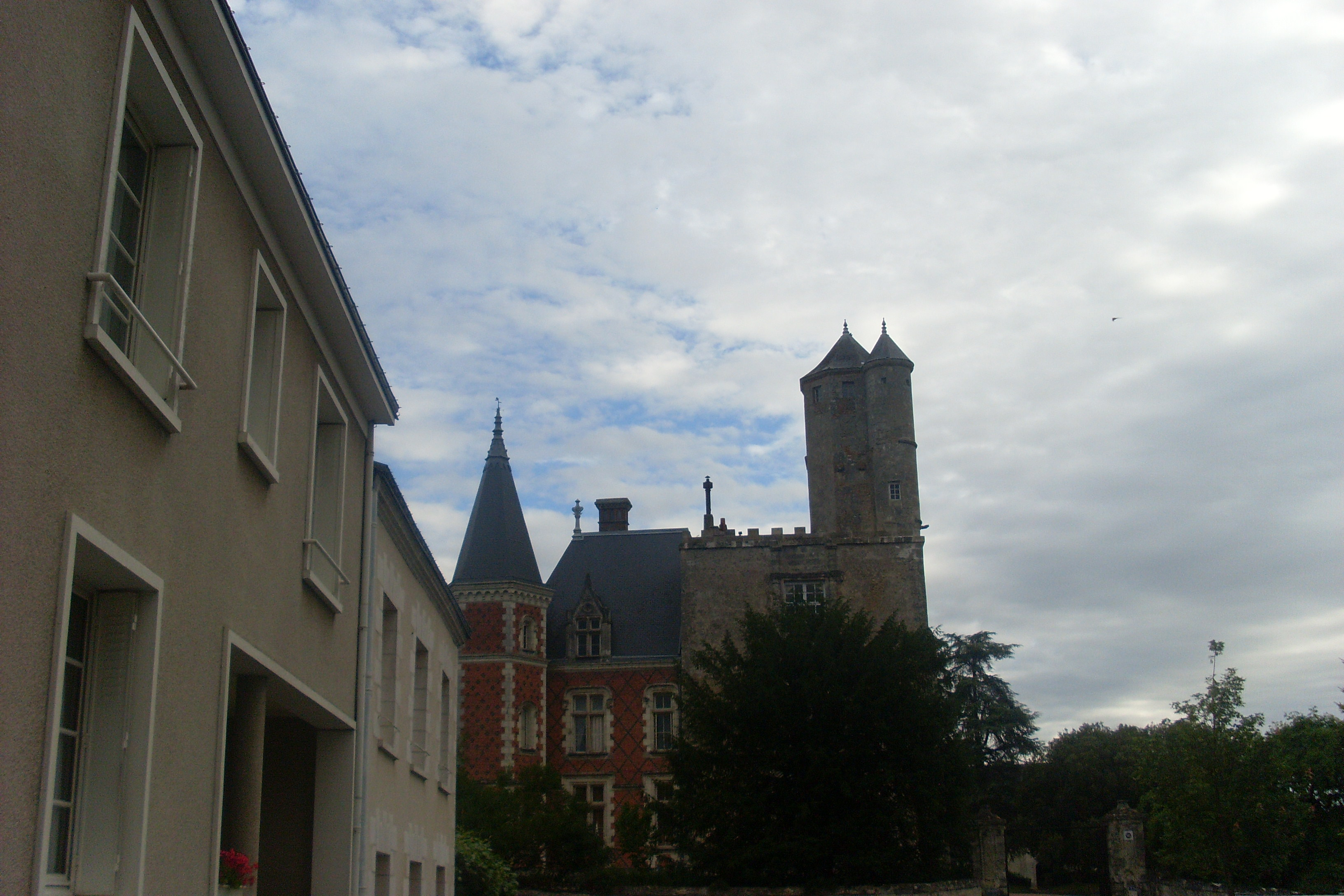
Schloss Beaumont-la-Ronce
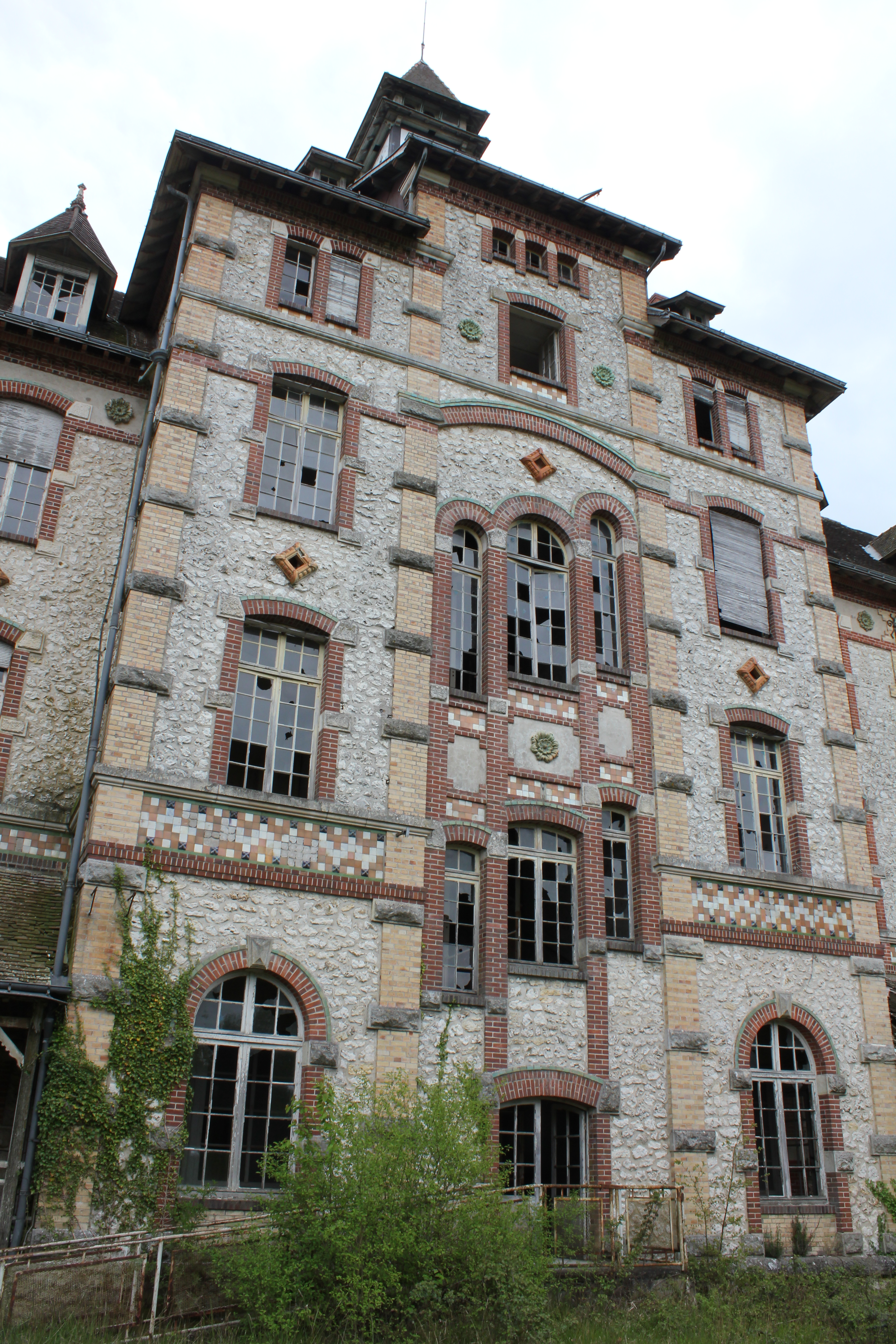
Das ehemalige Waisenhaus und Internierungslager La Haute-Barde

## Persönlichkeiten
- Jacques Bonne Gigault de Bellefonds (1698–1746), Bischof von Bayonne (1735–1741), von Arles (1741–1746) und Erzbischof von Paris (1746)